# Giochi europei indoor 1969
I IV Giochi europei indoor si sono svolti presso l'Hala I Beogradskog sajma di Belgrado, nell'allora Jugoslavia, dall'8 al 9 marzo 1969. 
Si disputarono ventitré gare, delle quali quattordici maschili e nove femminili. Rispetto all'edizione precedente le uniche differenze riguardarono le staffette: gli uomini corsero la staffetta 4×390, mentre la lunghezza complessiva della staffetta svedese fu di 1950 metri. Rimase invece inalterata la staffetta 3×1000 metri. In questa edizione le donne corsero la staffetta svedese sulla distanza pari a quella maschile, mentre al posto della 4×390 corsero la staffetta 4×195 metri.

## Risultati

### Uomini
| Specialità | Oro                                                                         | Prestazione | Argento                                                                          | Prestazione                                | Bronzo                                                                      | Prestazione                                |
| Corse piane |                                                                             |             |                                                                                  |                                            |                                                                             |                                            |
| 50 metri | Zenon Nowosz                                                                | 5"8         | Valeriy Borzov                                                                   | 5"8                                        | Bob Frith                                                                   | 5"8                                        |
| 400 metri | Jan Balachowski                                                             | 47"3        | Jan Werner                                                                       | 47"4                                       | Yuriy Zorin                                                                 | 47"4                                       |
| 800 metri | Dieter Fromm                                                                | 1'46"6      | Henryk Szordykowski                                                              | 1'47"1                                     | Noel Carroll                                                                | 1'47"6                                     |
| 1.500 metri | Edgard Salvé                                                                | 3'45"9      | Knut Brustad                                                                     | 3'46"2                                     | Walter Wilkinson                                                            | 3'46"4                                     |
| 3.000 metri | Ian Stewart                                                                 | 7'55"4      | Javier Álvarez                                                                   | 7'56"2                                     | Werner Girke                                                                | 7'56"8                                     |
| Corse a ostacoli |                                                                             |             |                                                                                  |                                            |                                                                             |                                            |
| 50 metri ostacoli | Alan Pascoe                                                                 | 6"6         | Werner Trzmiel                                                                   | 6"6                                        | Nicolae Pertea                                                              | 6"7                                        |
| Salti |                                                                             |             |                                                                                  |                                            |                                                                             |                                            |
| Salto in alto | Valentin Gavrilov                                                           | 2,14 m      | Henry Elliott                                                                    | 2,14 m                                     | Serban Ioan                                                                 | 2,14 m                                     |
| Salto con l'asta | Wolfgang Nordwig                                                            | 5,20 m =    | Gennadiy Bliznetsov                                                              | 5,10 m                                     | Joachim Bär                                                                 | 5,10 m                                     |
| Salto in lungo | Klaus Beer                                                                  | 7,77 m      | Lynn Davies                                                                      | 7,76 m                                     | Rafael Blanquer                                                             | 7,63 m                                     |
| Salto triplo | Nikolay Dudkin                                                              | 16,73 m     | Zoltán Cziffra                                                                   | 16,46 m                                    | Carol Corbu                                                                 | 16,20 m                                    |
| Lanci |                                                                             |             |                                                                                  |                                            |                                                                             |                                            |
| Getto del peso | Heinfried Birlenbach                                                        | 19,51 m     | Hartmut Briesenick                                                               | 19,19 m                                    | Heinz-Joachim Rothenburg                                                    | 18,69 m                                    |
| Staffette |                                                                             |             |                                                                                  |                                            |                                                                             |                                            |
| Staffetta 4×390 metri | Polonia Jan Werner Jan Radomski Andrzej Badeński Jan Balachowski            | 3'01"9      | Unione Sovietica Leonid Mikishev Aleksandr Bratchikov Valeriy Borzov Yuriy Zorin | 3'01"9                                     | Germania Ovest Dieter Hübner Herbert Moser Peter Bernreuther Manfred Kinder | 3'04"5                                     |
| Staffetta svedese (1950 metri) | Polonia Edward Romanowski Andrzej Badeński Henryk Szordykowski Jan Radomski | 4'16"4      | Ha terminato la gara solamente una squadra                                       | Ha terminato la gara solamente una squadra | Ha terminato la gara solamente una squadra                                  | Ha terminato la gara solamente una squadra |
| Staffetta 3×1000 metri | Germania Ovest Anton Adam Walter Adams Harald Norpoth                       | 7'08"0      | Cecoslovacchia Jan Sisovsky Petr Blaha Pavel Penkava                             | 7'23"1                                     | Jugoslavia Radovan Piplović Slavko Koprivica Adam Ladik                     | 7'42"8                                     |
| record mondiale; record mondiale stagionale; record europeo; record europeo stagionale; record dei campionati; record nazionale; record personale; record personale stagionale. |                                                                             |             |                                                                                  |                                            |                                                                             |                                            |

### Donne
| Specialità | Oro                                                                             | Prestazione | Argento                                                                                 | Prestazione | Bronzo                                                                   | Prestazione |
| Corse piane |                                                                                 |             |                                                                                         |             |                                                                          |             |
| 50 metri | Irena Szewińska                                                                 | 6"4         | Sylviane Telliez                                                                        | 6"5         | Madeleine Cobb                                                           | 6"5         |
| 400 metri | Colette Besson                                                                  | 54"0        | Christel Frese                                                                          | 54"8        | Rosemary Stirling                                                        | 54"8        |
| 800 metri | Barbara Wieck                                                                   | 2'05"3      | Magdolna Kulcsár                                                                        | 2'07"5      | Anna Zimina                                                              | 2'08"0      |
| Corse a ostacoli |                                                                                 |             |                                                                                         |             |                                                                          |             |
| 50 metri ostacoli | Karin Balzer                                                                    | 7"2         | Meta Antenen                                                                            | 7"3         | Christine Perera                                                         | 7"4         |
| Salti |                                                                                 |             |                                                                                         |             |                                                                          |             |
| Salto in alto | Rita Schmidt                                                                    | 1,82 m      | Yordanka Blagoeva                                                                       | 1,82 m      | Antonina Lazareva                                                        | 1,79 m      |
| Salto in lungo | Irena Szewińska                                                                 | 6,38 m      | Sue Scott                                                                               | 6,18 m      | Meta Antenen                                                             | 6,15 m      |
| Lanci |                                                                                 |             |                                                                                         |             |                                                                          |             |
| Getto del peso | Marita Lange                                                                    | 17,52 m     | Ivanka Khristova                                                                        | 16,94 m     | Ingeburg Friedrich                                                       | 16,42 m     |
| Staffette |                                                                                 |             |                                                                                         |             |                                                                          |             |
| Staffetta 4×195 metri | Francia Odette Ducas Sylviane Telliez Colette Besson Christiane Martinetto      | 1'34"3      | Unione Sovietica Galina Bucharina Vera Popkova Lyudmila Golomazova Lyudmila Samotyosova | 1'34"6      | Jugoslavia Darja Marolt Verica Ambrozi Ljiljana Petnjarić Marijana Lubej | 1'36"9      |
| Staffetta svedese (1950 metri) | Unione Sovietica Vera Popkova Lyudmila Samotyosova Raisa Nikonorova Anna Zimina | 4'52"4      | Polonia Irena Szewińska Zdzisława Robaszewska Elżbieta Skowrońska Zofia Kołakowska      | 4'53"2      | Jugoslavia Verica Ambrozi Ika Maričić Mirjana Kovačev Ninoslava Tikvicki | 5'05"9      |
| record mondiale; record mondiale stagionale; record europeo; record europeo stagionale; record dei campionati; record nazionale; record personale; record personale stagionale. |                                                                                 |             |                                                                                         |             |                                                                          |             |

## Medagliere
Legenda
     Paese ospitante
| Posizione | Paese            | Oro | Argento | Bronzo | Totale |
| --------- | ---------------- | --- | ------- | ------ | ------ |
| 1         | Polonia          | 6   | 3       | 0      | 9      |
| 2         | Germania Est     | 6   | 1       | 3      | 10     |
| 3         | Unione Sovietica | 4   | 4       | 3      | 11     |
| 4         | Regno Unito      | 2   | 2       | 5      | 9      |
| 5         | Germania Ovest   | 2   | 2       | 2      | 6      |
| 6         | Francia          | 2   | 2       | 0      | 4      |
| 7         | Belgio           | 1   | 0       | 0      | 1      |
| 8         | Bulgaria         | 0   | 2       | 0      | 2      |
| 8         | Ungheria         | 0   | 2       | 0      | 2      |
| 10        | Spagna           | 0   | 1       | 1      | 2      |
| 10        | Svizzera         | 0   | 1       | 1      | 2      |
| 12        | Cecoslovacchia   | 0   | 1       | 0      | 1      |
| 12        | Norvegia         | 0   | 1       | 0      | 1      |
| 14        | Romania          | 0   | 0       | 3      | 3      |
| 14        | Jugoslavia       | 0   | 0       | 3      | 3      |
| 16        | Irlanda          | 0   | 0       | 1      | 1      |
| Totale    | Totale           | 23  | 22      | 22     | 67     |